# Batalla d'Altsasu
La batalla d'Altsasu fou un dels combats de la primera guerra carlina.

## Antecedents
La rebel·lió va esclatar després de la convocatòria de les Corts el 20 de juny de 1833 quan el pretendent don Carles, refugiat a Portugal es va negar a jurar lleialtat a Maria Cristina de Borbó-Dues Sicílies i l'1 d'octubre, recolzat per Miquel I de Portugal va reclamar el seu dret al tron.
A la pràctica la revolta, que no va tenir el suport de l'exèrcit, va començar el dia 2 a Talavera de la Reina quan els voluntaris reialistes locals van proclamar a Carles rei d'Espanya iniciant una sèrie d'insurreccions de guerrillers, ex militars i voluntaris, assumint en molts casos el control del govern municipal, en general amb poc èxit, excepte al País Basc, Navarra i Logronyo, però sense arribar a controlar més que per poc temps les ciutats d'aquests territoris, i la guerra començà el 6 d'octubre quan el general Santos Ladron de Cegama va prendre Logronyo, passant a Navarra per unir-se amb els revoltats, sent capturat a la batalla de Los Arcos i afusellat als pocs dies. A Catalunya, la rebel·lió de Josep Galceran a Prats de Lluçanès el 5 d'octubre va ser sufocada pel capità general Llauder.
La presència carlina quedà afeblida amb la campanya del liberal Pedro Sarsfield i Tomás de Zumalacárregui va assumir el comandament dels contingents navarresos el 15 de novembre, i de les tres províncies basques tres setmanes després, reactivant la rebel·lió al nord, organitzant l'exèrcit carlí, unint els batallons d'Àlaba i Navarra i malgrat la manca de munició, els va fer entrar en combat. El 27 de gener de 1834 Zumalacárregui va capturar la Real Fábrica de Armas de Orbaiceta amb les armes preses va fer diversos atacs, provocant la substitució del general Valdés per Vicente Genaro de Quesada, qui va començar les represalies.

## Batalla
El 22 d'abril de 1834 Tomás de Zumalacárregui va atacar un comboi liberal que es dirigia de Vitòria a Pamplona encapçalat pel general Vicente Genaro de Quesada. Després de deixar-los arribar a Altsasu van ser atacats per tots els flancs, i en ser impossible la retirada a Vitòria perquè a Salvatierra hi havia carlins, Quesada va haver d'escapar per la serra, i arribar a Guipúscoa sent perseguit pels absolutistes.

## Conseqüències
Els liberals van patir moltes baixes i Tomás de Zumalacárregui va prendre molts presoners, amb els quals va formar els Guies de Navarra davant l'opció d'unir-se a les tropes carlines o de ser executats. Després de la derrota a la batalla de Gulina, Vicente Genaro de Quesada fou substituït pel general José Ramón Rodil i el 9 de juliol dom Carles va entrar a Navarra per Zugarramurdi, confirmant a Zumalacárregui com a comandant general.